# Shah Alam
Shah Alam, dawniej Batu Tiga – miasto w Malezji, w środkowej części Półwyspu Malajskiego; stolica stanu Selangor. Według danych szacunkowych na rok 2007 liczy 563 468 mieszkańców. Ośrodek przemysłowy - przemysł spożywczy, samochodowy (montownie), elektrotechniczny, chemiczny, włókienniczy; 
Miasto jest siedzibą politechniki - Universiti Teknologi MARA; znajdują się tu też tor wyścigów samochodowych oraz meczet.